# Viktor Beneš
Viktor Beneš es un deportista eslovaco que compitió en piragüismo en la modalidad de eslalon. Ganó cuatro medallas en el Campeonato Mundial de Piragüismo en Eslalon entre los años 1985 y 1993.

## Palmarés internacional
| Representando a Checoslovaquia |                               |                   |                |
| Campeonato Mundial             |                               |                   |                |
| Año                            | Lugar                         | Medalla           | Competición    |
| 1985                           | Augsburgo (RFA)               | Medalla de oro    | C2 por equipos |
| 1987                           | Bourg-Saint-Maurice (Francia) | Medalla de plata  | C2 por equipos |
| 1991                           | Tacen (Yugoslavia)            | Medalla de plata  | C2 por equipos |
| Representando a Eslovaquia     |                               |                   |                |
| Campeonato Mundial             |                               |                   |                |
| Año                            | Lugar                         | Medalla           | Competición    |
| 1993                           | Mezzana (Italia)              | Medalla de bronce | C2 por equipos |